# Arterias trabeculares
Las arterias trabeculares son el nombre de las ramas de la arteria esplénica después de que pasa a las trabéculas del bazo, donde se ramifica.

Cuando estas arterias alcanzan la pulpa blanca y son cubiertas con las vainas linfoides periarteriolares (PALS en inglés) el nombre cambia nuevamente a arterias centrales (o arteriolas centrales ). Las ramas de las arterias centrales pasan a la pulpa roja y se denominan arterias penicilares ). 

## Detalles
La arteria lienal es notable por su gran tamaño en proporción al tamaño del órgano, y también por su curso tortuoso. Se divide en seis o más ramas, que ingresan al hilio del bazo y se ramifican a través de su sustancia, recibiendo vainas de la invaginación del tejido fibroso externo. 
Vainas similares también reciben los nervios y las venas. 
Cada rama corre en el eje transversal del órgano, desde adentro hacia afuera, disminuyendo de tamaño durante su tránsito y emitiendo en su paso ramas más pequeñas, algunas de las cuales pasan a la parte anterior, otras a la parte posterior. 
En última instancia, abandonan las vainas trabeculares y terminan en la sustancia adecuada del bazo en pequeños mechones o penicilios de arteriolas diminutas, que se abren en los intersticios del retículo formado por las células sustentaculares ramificadas. 
Cada una de las ramas más grandes de la arteria abastece principalmente la región del órgano en la que la rama se ramifica, no teniendo anastomosis con la mayoría de las otras ramas. 

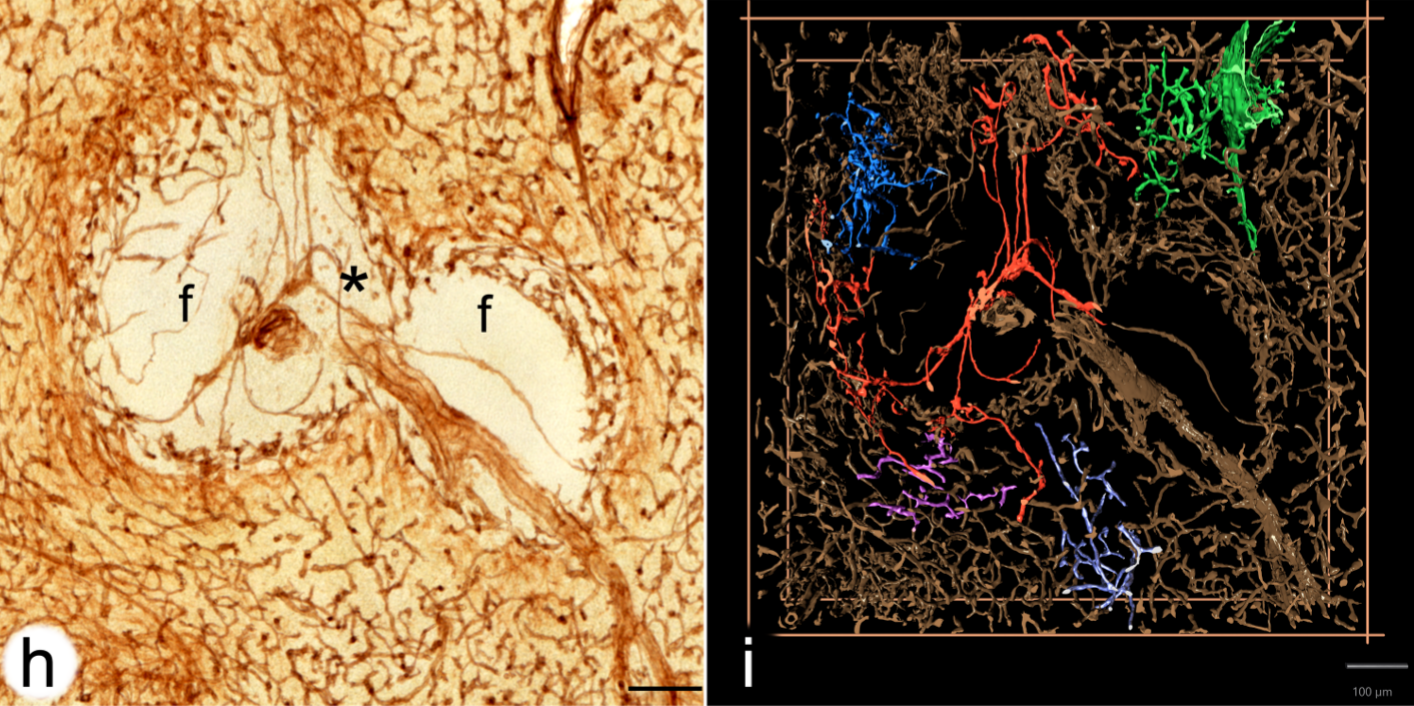
Arteriola central del folículo (PALS), en un corte longitudinal (imagen h izquierda) y capilares perifoliculares en color (imagen i derecha).

Las arteriolas, sostenidas por las diminutas trabéculas, atraviesan la pulpa en todas las direcciones en haces (penicilios) de vasos rectos. 
Sus vainas trabeculares experimentan una transformación gradual, se engrosan mucho y se convierten en tejido adenoide; los haces de tejido conectivo se aflojan y sus fibrillas se vuelven más delicadas, y contienen en sus intersticios una gran cantidad de corpúsculos linfáticos. 
La capa alterada de las arteriolas, que consiste en "tejido adenoides" (folículos), presenta aquí y allá engrosamientos de forma esferoidal, la pulpa blanca. 
Las arteriolas terminan abriéndose libremente en la pulpa esplénica; sus paredes se atenúan mucho, pierden su carácter tubular y las células endoteliales se alteran, presentan una apariencia ramificada y adquieren procesos que están directamente conectados con los procesos de las células reticulares de la pulpa. 
De esta manera, los vasos terminan, y la sangre que fluye a través de ellos encuentra su camino hacia los intersticios del tejido reticulado de la pulpa esplénica (senos). 
Por lo tanto, la sangre que pasa a través del bazo entra en una relación íntima con los elementos de la pulpa, y sin duda sufre cambios importantes.